# Seligeria calcarea
Seligeria calcarea là một loài rêu trong họ Seligeriaceae. Loài này được (Hedw.) Bruch & Schimp. mô tả khoa học đầu tiên năm 1849.